# Eriogonum parvifolium
Eriogonum parvifolium är en slideväxtart som beskrevs av James Edward Smith. Eriogonum parvifolium ingår i släktet Eriogonum och familjen slideväxter. Inga underarter finns listade i Catalogue of Life.